# تورنس (کالیفرنیا)
تورنس (به انگلیسی: Torrance) شهری در شهرستان لس‌آنجلس، کالیفرنیا ایالت کالیفرنیا است که در سرشماری سال ۲۰۱۰ میلادی، ۱۴۵۴۳۸ نفر جمعیت داشته‌است.